# Sarimanas
Sarimanas is een geslacht van schimmels behorend tot de familie Melanommataceae. De typesoort is Sarimanas shirakamiense.

## Soorten
Volgens Index Fungorum telt het geslacht twee soorten (peildatum april 2022):
| Soortnaam                  | Auteur(s)                           | Publicatiejaar |
| -------------------------- | ----------------------------------- | -------------- |
| Sarimanas pseudofluviatile | M. Matsum., K. Hiray. & Kaz. Tanaka | 2015           |
| Sarimanas shirakamiense    | M. Matsum., K. Hiray. & Kaz. Tanaka | 2015           |